# Dmitri Wjatscheslawowitsch Klokow
Dmitri Wjatscheslawowitsch Klokow (russisch Дмитрий Вячеславович Клоков, wiss. Transliteration Dmitrij Vjačeslavovič Klokov; * 18. Februar 1983 in Balaschicha, Russland) ist ein russischer Gewichtheber.

## Persönliches
Klokow ist der Sohn des ehemaligen Gewichthebers Wjatscheslaw Klokow, der 1983 in Moskau Weltmeister im 2. Schwergewicht bis 110 kg wurde.

## Karriere
Klokows internationale Karriere begann bereits als Jugendlicher, als er bei Welt- und Europameisterschaften der Junioren mehrere Medaillen gewann. Seinen ersten Einsatz bei den Senioren hatte Klokow 2004 bei den Europameisterschaften in Kiew. Im Schwergewicht bis 105 kg konnte er sich mit 410,0 kg (185,0/225,0 kg) auf dem vierten Rang im Zweikampf platzieren. Im Stoßen gewann er Bronze. Sieger wurde Alan Zagaew mit 420,0 kg.
Bei seinen ersten Weltmeisterschaften ein Jahr später in Doha, gewann er mit 419,0 kg (192,0/227,0 kg) alle drei Goldmedaillen, vor Alexandru Bratan mit 413,0 kg und Martin Tešovič mit 412,0 kg. 2006 und 2007 belegte er auf der WM den dritten Platz mit 406,0 kg bzw. 411,0 kg, wobei er beidesmal im Zweit- und Drittversuch des Stoßens versuchte Zweikampfgold zu gewinnen, aber scheiterte.
Zu den Olympischen Spielen 2008 in Peking steigerte sich Klokow auf 423,0 kg (193,0/230,0 kg) und gewann somit in einem sehr starken Feld Silber hinter Andrej Aramnau, der mit 436,0 kg neuen Weltrekord hob, und vor seinem Landsmann Dmitri Lapikow, der 420,0 kg erzielte.
Seinen nächsten internationalen Wettkämpf bestritt Klokow erst mit den Europameisterschaften 2010 in Minsk, wo er nach der Disqualifikation Aramnaus, der 420,0 kg erzielte, nachträglich Gold gewann. Mit 409,0 kg (185,0/224,0 kg) platzierte er sich vor Wladimir Smortschkow mit 408,0 kg und Oleksij Torochtij mit 396,0 kg. Bei den Weltmeisterschaften im selben Jahr wurde er mit 415,0 kg (192,0/223,0 kg) Zweiter hinter Marcin Dołęga, der die gleiche Last hob, aber leichter war.